# Phalacrus Distinguendus
Phalacrus Distinguendus is een keversoort uit de familie glanzende bloemkevers (Phalacridae). De wetenschappelijke naam van de soort werd in 1869 gepubliceerd door Tournier in Stierlin & Gautard.